# Colegiantes

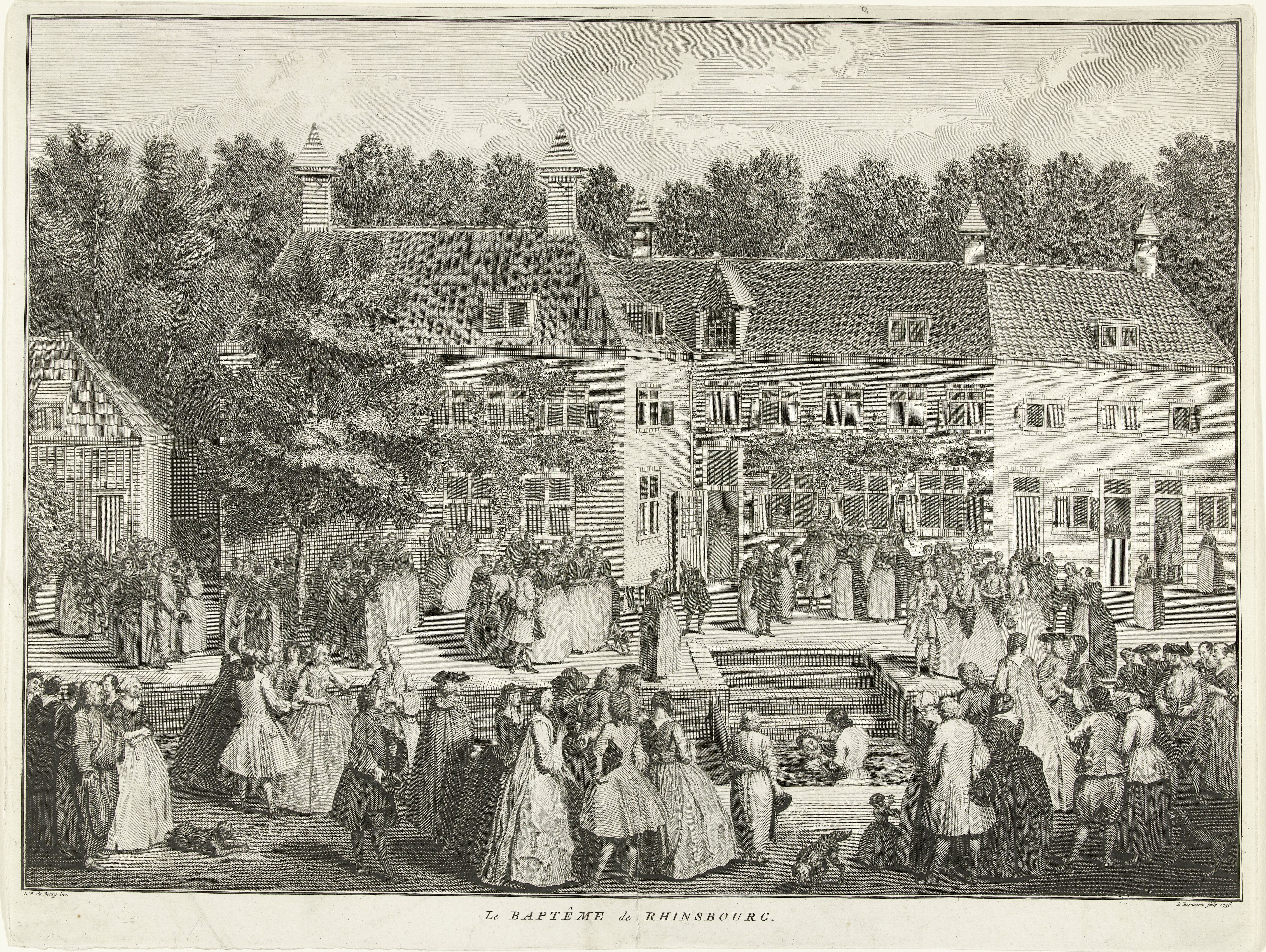
"Doop bij de Rijnsburgse Collegianten". Balthasar Bernards, 1735.

Como colegiantes se conoce a los integrantes de una asociación cristiana fundada en el siglo XVII en Holanda por arminianos y anabaptistas. Llamaban collegia a sus reuniones y servicios religiosos. Sus miembros también fueron llamados "Rijnsburgueres", ya que su sede principal estaba en Rijnsburg, cerca de Leiden. Tuvieron un papel importante en la vida religiosa de los Países Bajos hasta finales del siglo XVIII.

## Historia
El sínodo de Dordrecht de la Iglesia Reformada que se reunió en 1618-1619 destituyó a más de 300 predicadores arminianos, conocidos como "remonstrantes", uno de los cuales era Sopingius, pastor en Warmond, cerca de Leiden. Ante su ausencia, Gijsbert van der Kodde propuso a la congregación reunirse sin un predicador, leer varios capítulos de la Biblia, orar cantar y hacer un devocional si alguien se sentía llamado a hablar. Varios aceptaron.
Pronto se reunió regularmente un pequeño círculo, entre cuyos integrantes estaban los hermanos de Gijsbert, Jan y Orie van der Kodde, que vivía en la población cercana de Rijnsburg, a 4 km al noroeste de Leiden, donde se estableció después la sede del primer collegia. Se conformaron después grandes comunidades de Colegiantes en otros lugares, por ejemplo en Ámsterdam y Hoorn. La de Ámsterdam estableció el orfanato, De Oranjeappel (La manzana naranja), en el que creció el escritor holandés Aagje Deken. En Rijnsburg Los Collegiants tenía una posada, llamada Grote Huis (Casa Grande). El movimiento se extendió rápidamente más allá de la comunidad inmediata. Hombres como los predicadores Daniel de Breen, Dirk Raphaelsz Camphuysen, Jan Geesteranus, Galenus Abrahamsz y Jan Montano se unieron a él. El movimiento podría incluso contar con estadistas como Conrad Van Beuningen y Adrian Paats y con el historiador Jan Wagenaar entre sus adherentes. Entre 1660 y 1663, el filósofo Baruch Spinoza fue uno de los asistentes no bautizados.
Los collegia más importantes, los de Róterdam y Ámsterdam, funcionaron hasta 1787 y 1791 respectivamente. La influencia de las ideas de los colegiantes permearon las diferentes iglesias y su modelo de reuniones influyó en otros movimientos como los pietistas y cuáqueros.

## Creencias
Creían en el sacerdocio de todos los creyentes; consideraban que sólo el bautismo de adultos es auténtico; rechazaban prestar el servicio militar o participar en guerras o violencia; practicaban la sencillez de la vida y el vestido y rechazaban buscar altos cargos; creían en la necesidad de la aplicación práctica del Evangelio y proveían a las viudas y a los huérfanos. Esperaban la segunda venida de Cristo y eran milenaristas.
Este movimiento tenía la convicción de que las iglesias han abandonado los principios y prácticas de la iglesia apostólica y que ninguna podía presumir de ser la verdadera Iglesia de Jesucristo. Esperaban una renovación evangélica, tanto en las prácticas y principios religiosos, sin llegar a establecer una nueva iglesia y sin asumir prácticas y tradiciones eclesiásticas. No querían templos ni pastores, sino que formaron un movimiento puramente laico y aunque pastores de las iglesias formaban parte del movimiento lo hicieron como particulares y no como líderes.
Después de 1640, cuando los collegia se había establecido en toda Holanda, Rijnsburg se convirtió en el gran centro, donde se celebraban las conferencias dos veces al año, en Pentecostés y a finales de agosto, para observar juntos la comunión y bautizar por inmersión a los que lo deseaban. El candidato al bautismo eliegía a quien lo iba a bautizar. El candidato hacía su confesión de su fe y quien lo bautizaba oraba y recordaba a la audiencia que él no tenía ningún cargo en particular, solamente era otro cristiano y que no era practicar el rito de inmersión el que salvaba sino Jesucristo. La ceremonia se llevaba a cabo generalmente al aire libre y el servicio concluía con cantos y oraciones.